# BBC World Service Television
BBC World Service Television (často zkracováno jako BBC WSTV) byl satelitní kanál BBC. Vysílal od března 1991 do ledna 1995.

## Program

### Evropa
V Evropě BBC WSTV nahradil BBC TV Europe 11. března 1991 jako placený servis BBC, vysílající mix pořadů z BBC One a BBC Two, stejně jako BBC TV Europe. Na rozdíl od BBC TV Europe ale vysílal BBC World Service News a to v časech zpravodajských relací BBC vysílaných ve Spojeném království. Také vysílal vlastní verzi Children's BBC.

### Asie
V Asii a dalších kontinentech BBC WSTV zahájil vysílání 14. října 1991 a to jako 24hodinový zpravodajský a informační kanál. Vysílal na platformách STAR TV a AsiaSat.
Kanál byl soupeřem CNN International a vysílal také publicistiku a dokumenty z BBC One a BBC Two. Některé pořady BBC WSTV také vysílala africká M-Net a v Kanadě CBC Newsworld. 4. května 1992 také kanál začal experimentovat s vysíláním pořadů v jiných jazycích.

## Zánik
Kanál zaniknul 16. ledna 1995 ve 20.00 CET, kdy se kanál rozdělil na zpravodajskou BBC World a zábavní BBC Prime, která zahájila vysílání o 10 dní později, 26. ledna 1995, taktéž ve 20.00 CET. Změna názvu kanálu byla velmi očekávána diváky, protože, jak se později ukázalo, byl název BBC World Service Television velmi nepraktický a to například u předpovědí počasí, které se celým názvem jmenovaly BBC World Service Television Weather a to, společně s tehdejším grafickým designem BBC zabíralo velké množství místa. Na druhé straně byl také podporován zánik kanálu, z důvodu diváckého zájmu o větší množství zpráv a tato možnost byla nakonec zvolena.